# Viggo Brodersen
Viggo Brodersen (26. marts 1879 – 7. februar 1965) var en dansk pianist og komponist.
Efter endt skolegang begyndte Brodersen på Polyteknisk Læreanstalt (DTU), men valgte efter ét års studier at hellige sig musikken. Han studerede derfor klaver hos Louis Glass og
Ove Christensen, orgel hos Gustav Helsted samt komposition hos Alfred Tofft. Fra 1897 virkede han selv som klaverlærer, først privat og siden på Louis Glass’ og C.F.E. Hornemans konservatorier. I 1906 trådte han frem som koncertpianist.
Hans musik omfatter næsten udelukkende sange og klaverstykker. Dog har han skrevet enkelte kammermusikværker. Mange af sangene er til tyske tekster af bl.a. Hermann Hölty, Eduard Mörike, Rainer Maria Rilke og Hermann Hesse.

## Værker
- op. 1 Symfonisk suite (klaver 1902)
- op. 2 Cinq impromtus mignonnes (klaver 1905)
- op. 3 Aforismer (klaver 1905)
- op. 4 Deux morceaux (klaver 1906)
- op. 5 Sange
- op. 6 Trois morceaux (klaver 1906)
- op. 7 Bagatellen (klaver 1912)
- op. 8 Kleine Epistlen (klaver 1928)
- op. 9 4 sange (1911)
- op. 10 Drei Lieder (sange 1913)
- op. 11 5 sange til danske tekster (1912)
- op. 12 Legende (klaver 1911)
- op. 13 Drei Stimmungsbilder (klaver 1911)
- op. 14 8 sange (1912)
- op. 15 24 Interludien (klaver 1915)
- op. 16 Strygekvartet (1912)
- op. 17 Aus der Kinderwelt (klaver 1916)
- op. 18 Sonate i c♯-mol (cello og klaver 1914)
- op. 19 Vier Lieder (1917)
- op. 20 Fünf Lieder (1917)
- op. 21 Drei Lieder (1919)
- op. 22 Tänzchen (klaver 1926)
- op. 23 Vier Lieder (1919)
- op. 24 Tarantelle (klaver 1926)
- op. 25 Drei Lieder (1920)
- op. 26 Fünf Lieder (1921)
- op. 27 Drei Lieder (1921)
- op. 28 Drei Lieder (1915)
- op. 29 Drei Lieder (1916)
- op. 30 Ballade (klaver 1921)
- op. 31 Drei Konzert-Etüden (klaver 1924)
- op. 32 Fantasie (klaver 1922)
- op. 33 Ballade nr. 2 (klaver 1922)
- op. 34 Das hohe Lied der Liebe (1922)
- op. 35 Ballade nr. 3 (klaver 1928)
- op. 36 3 Pastorales (klaver 1928)
- op. 37 Vier Anekdoten (klaver 1928)
- op. 38 Nocturne, Choral und Interludium (klaver 1928)
- op. 39 Drei Stücke (klaver 1920)
- op. 40 Sonette (klaver 1923)
- op. 41 Drei Lieder (1923)
- op. 42 Drei Lieder (1916)
- op. 43 Drei Lieder (1925)
- op. 44 Drei Lieder (1923)
- op. 45 Sange
- op. 46 Drei Lieder (1926)
- op. 47 Sange
- op. 48 Sonate (violin og klaver 1930)
- op. 49 24 Konzert-Etüden (klaver 1923)
- op. 50 Fünf Lieder (1927)
- op. 51 Die Nacht (klaver 1928)
- op. 52 Der 121 Psalm Davids (sang og klaver 1929)
- op. 53 Neue Tänze (klaver 1928)